# Harry Linthorst Homan
Henri Peter (Harry) Linthorst Homan (Assen, 29 mei 1905 - Wapenveld, 3 februari 1989) was een Nederlands politicus uit het geslacht Linthorst Homan.

## Levensloop
Linthorst Homan werd geboren als zoon van de latere Commissaris van de Koning(in) van Drenthe Jan Tijmens Linthorst Homan en Jeannette Staal. Ook de grootvader van vaderskant, Johannes Linthorst Homan, was commissaris van de Koningin van Drenthe. De grootvader van moederskant was Henri Staal, minister van Oorlog in het kabinet-De Meester. 
Linthorst Homan groeide op in het voormalige provinciehuis te Assen (thans Drents Museum) en op het landgoed Overcinge te Havelte. Hij volgde te Assen het gymnasium. Hij studeerde van 1924 tot 1929 rechten aan de Rijksuniversiteit Leiden. Van 1929 tot 1935 was hij advocaat, in een praktijk met zijn broer Hans Linthorst Homan. Hierna werd hij directie-secretaris bij Philips. 
In het najaar van 1945 vroeg Louis Beel hem commissaris van de Koningin in Friesland te worden. Linthorst Homan weigerde, omdat hij vond dat hij daar als Drent niet op zijn plaats was. Toen er alsnog een klemmend beroep op hem werd gedaan, stemde hij toe, maar alleen als hij een proeftijd kreeg van twee jaar. Hij bleef uiteindelijk 25 jaar in functie. Hij werd opgevolgd door Hedzer Rijpstra.

## Persoonlijk
Harry Linthorst Homan huwde op 9 januari 1940 te Wassenaar Renée Henriëtte del Court van Krimpen, dochter van de golfer Gerry del Court van Krimpen en jonkvrouwe May van Loon.
Zij waren initiatiefnemers tot de oprichting van de Golf & Country Club Lauswolt. Zij werd daar benoemd tot erelid. Hij overleed op 83-jarige leeftijd en ligt begraven in een familiegraf bij de Hervormde Kerk te Havelte.

## Engelandvaarder
In de oorlog nam Linthorst Homan deel aan het verzet en dreigde in 1942 te worden gearresteerd. Na een vlucht via België, Frankrijk en Spanje arriveerde hij in 1943 in het Verenigd Koninkrijk. Linthorst Homan werd ambtenaar op het ministerie van Binnenlandse Zaken van de Nederlandse regering in ballingschap. Hij werd benoemd tot sous-chef van het Militair Gezag. In die functie moest hij zijn broer Hans in 1945 meedelen dat deze was gestaakt in zijn functie als commissaris van de Koningin van Groningen. Van 1969-1979 was hij voorzitter van het Genootschap Engelandvaarders.

## Onderscheidingen

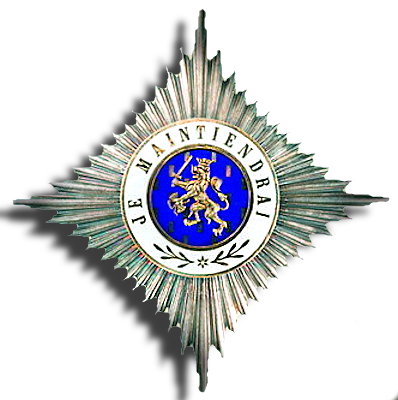
Grootofficier in de Orde van Oranje Nassau 29 mei 1970
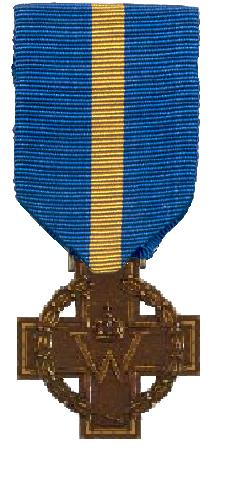
Kruis van Verdienste 4 mei 1944

- Commandeur in de Orde van Oranje-Nassau (24-04-1960)
- Officier in de Orde van Oranje-Nassau met de zwaarden
- Ridder in de Orde van de Nederlandse Leeuw
- Verzetsherdenkingskruis
- Grootofficier in de Orde van de Kroon van Iran, (Perzië)
- Officier in de Orde van het Britse Rijk, (Verenigd Koninkrijk)
- Officier in het Legioen van Verdienste, (Verenigde Staten)

## Trivia
- Naar hem is een sluis genoemd in het riviertje de Linde, de Mr. H.P. Linthorst Homansluis.
- Hij was de laatste bewoner van het Stadhouderlijk Hof te Leeuwarden.